# Coventry University
Die Universität Coventry (englisch Coventry University) ist neben der University of Warwick eine der beiden Universitäten von Coventry (Vereinigtes Königreich). Die älteste Hochschule der Stadt geht auf das im Jahr 1843 gegründete „Coventry College of Design“ zurück. Nach dem Zusammenschluss mit zwei anderen Colleges und verschiedenen Namensänderungen bekam sie im Jahr 1992 den Universitätsstatus und ihren heutigen Namen. Gemessen an der Zahl der Studierenden war die Universität Coventry im Studienjahr 2021/2022 die achtgrößte Universität Großbritanniens.

## Studierende und Mitarbeiter
Von den 38.190 Studenten der Coventry University im Studienjahr 2019/2020 nannten sich 18.880 weiblich (49,4 %) und 19.235 männlich (50,4 %). 2019/2020 waren es insgesamt 38.430 Studenten gewesen, 18.480 weiblich (48,1 %) und 19.920 männlich (51,8 %).
2018/2019 waren insgesamt 34.985 Studierende eingeschrieben, wobei 16.750 weiblich und 18.215 männlich waren. 22.595 kamen aus England, 265 aus Wales, 3.680 aus dem EU-Ausland und 8.320 aus dem Ausland außerhalb der EU. Die Hochschule beschäftigte insgesamt 4.615 Mitarbeiter, davon 2.630 Akademiker und 1.980 Nichtakademiker, darunter 830 Mitarbeiter in der Verwaltung.

## Einrichtungen

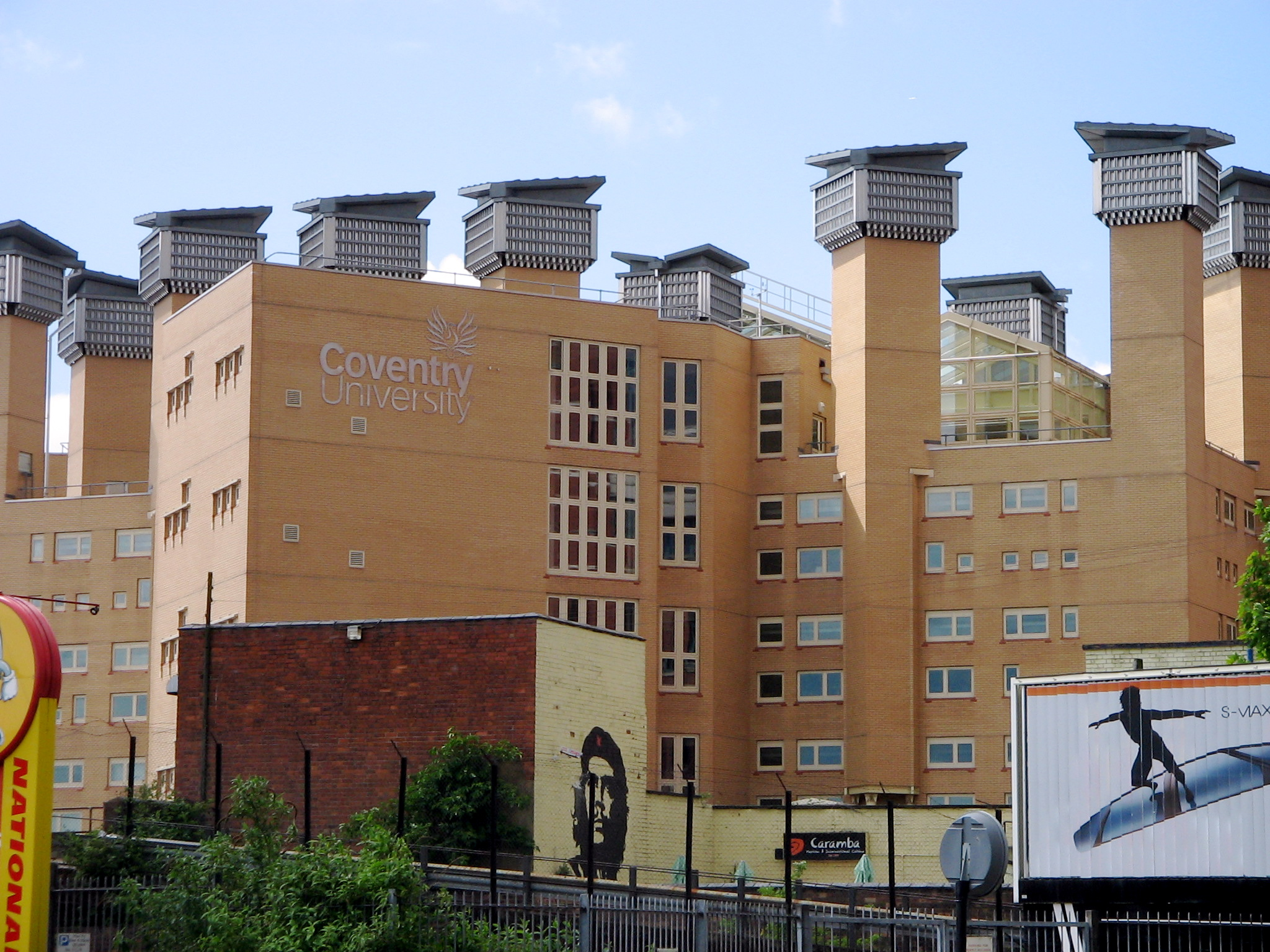
Gebäude der Bibliothek

Neben einem eigenen Radiosender besitzt die Universität eine gut organisierte Studentenvereinigung (CUSU), die sich um die Belange der Studenten kümmert, diverse sportliche und soziale Aktivitäten und Dienste anbietet sowie einen eigenen Club betreibt.

### Fakultäten und Schulen

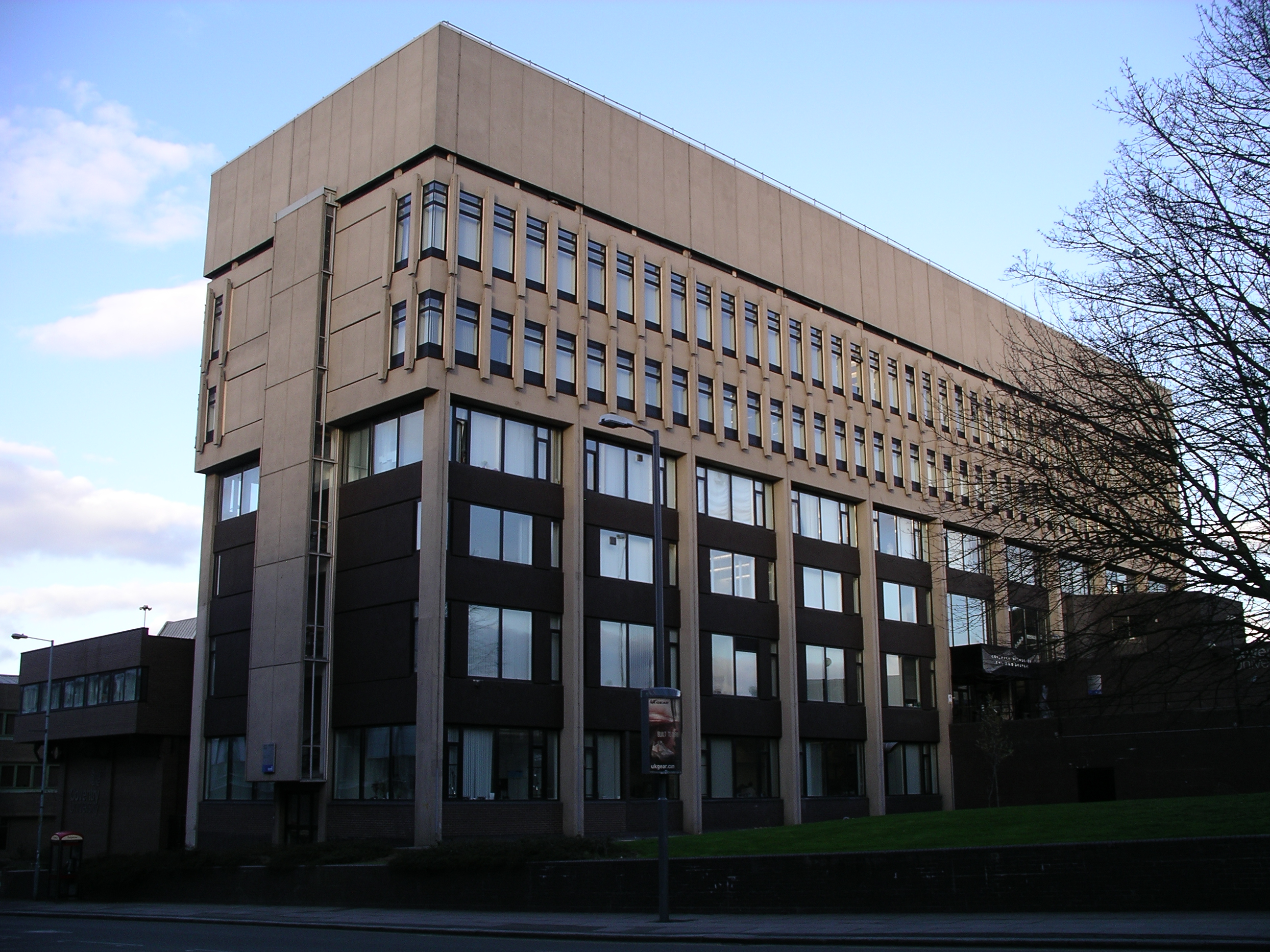
Die School of Art and Design nutzt dieses 1959 erbaute und nach dem Maler Graham Sutherland benannte Gebäude

Die Universität ist in vier Fakultäten gegliedert:
- Faculty of Arts and Humanities (Künste und Geisteswissenschaften)
- Faculty of Engineering, Environment and Computing (Ingenieurwesen/-wissenschaften, Umwelt und Informatik)
- Faculty of Health and Life Sciences (Medizin und Biowissenschaften)
- Faculty of Business and Law. Dazu gehören die
  - Coventry Business School und die
  - Coventry Law School.

## Bewertung der Universität
In einer Rangliste der Tageszeitung The Guardian, die auf einer Umfrage unter Studenten und Absolventen nach den Studienbedingungen und auf einer Auswertung der Berufsperspektiven für Absolventen beruht, erreichte die Universität 2015 den insgesamt 15. Platz unter 119 ausgewerteten Universitäten und den damit bisher besten Platz nicht nur für sich, sondern auch für eine durch die britischen Universitätsreformen in den 1990er Jahren entstandene Universität überhaupt.

## Ehemalige der Hochschule
Zu den Absolventen der Hochschule zählen beispielsweise die Sängerin Pauline Black, der britische Politiker David Borrow (* 1952), der Manager von Filmeffekten (VFX Supervisor) Christopher Townsend und die Filmproduzentin Alison Snowden (* 1958).